# Poznański Klub Morski
Poznański Klub Morski Ligi Obrony Kraju im. kpt. Adama Białoszyńskiego (PKM LOK) – polski wielosekcyjny klub sportowy z siedzibą w Poznaniu założony w 1936 roku.
Funkcjonuje w nim 7 sekcji: regatowa, turystyczna (żeglarstwo), morska, bojerowa, windsurfingowo-wakeboardowa, radiojachtingu i motorowodna.

## Historia
Odzyskanie przez Polskę niepodległości i uzyskanie dostępu do morza spowodowało wzrost zainteresowania tematyką morską, m.in. poprzez powołaną Ligę Morską. Jednym z głównych zadań LM było upowszechnianie tematyki morskiej w społeczeństwie, w tym poprzez tworzenie ogólnodostępnych klubów żeglarskich. W klubach żeglarskich LM miały wyrosnąć przyszłe kadry marynarzy i specjalistów dla rozwijającej się gospodarki morskiej.
W 1936 Zarząd Okręgowy LMiK w Poznaniu powołał klub, nadając mu nazwę „Poznański Klub Morski LMiK”. Następnie za symboliczną opłatą, nabył notarialnie od pani Zofii Białoszyńskiej ponad hektar gruntu na wschodnim brzegu jeziora Kierskiego, na którym rozpoczęto budowę Ośrodka Żeglarskiego.

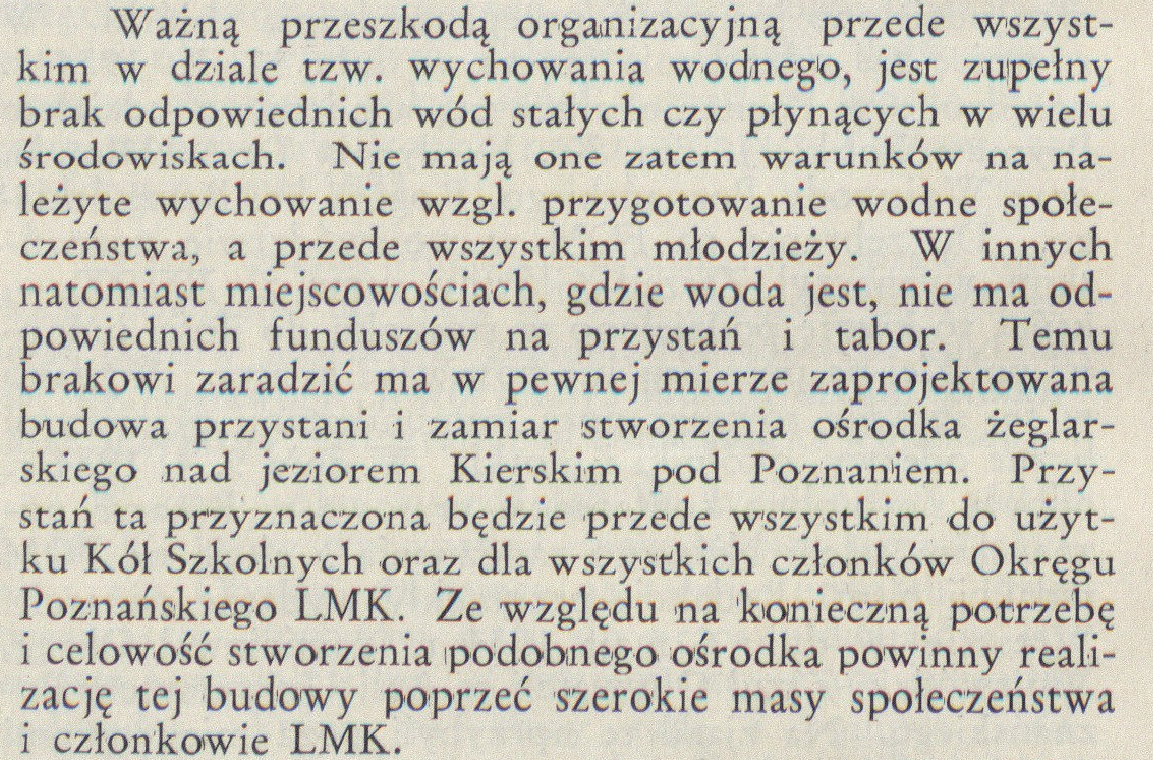
Wzmianka o budowie ośrodka z „Jednodniówki” – 17 lutego 1937 r.

Pierwszym komandorem PKM LMiK został gen. dyw. Franciszek Wład, dowódca Garnizonu Poznań. Członkowie założyciele rozpoczęli swoją działalność od organizowania kursów wychowania morskiego, na których poznawano praktykę żeglowania, budowy łodzi itp. Klubowicze czynnie włączali się do prac przy budowie Ośrodka.
W czerwcu 1939 roku komandor Franciszek Wład w asyście m.in. działaczy Poznańskiego Okręgu LMiK – prof. Stanisława Pawłowskiego, posła na Sejm II RP Leona Surzyńskiego, notariusza Czesława Chmielewskiego oraz bohatera Powstania Wielkopolskiego kpt. rez. Adam Białoszyńskiego – dokonał uroczystego otwarcia budynku klubowego. Budynek poświęcił proboszcz Michał Skórnicki z Kiekrza, a wśród posługujących ministrantów znalazł się ośmioletni wówczas Zbigniew Frąszczak, późniejszy oficer Marynarki Wojennej i wieloletni kapitan harcerskiego żaglowca „Zawisza Czarny”. W uroczystościach przekazania budynku klubowego udział wzięli członkowie klubu, działacze i żeglarze.
Wybuch II wojny światowej przerwał rozwijającą się pomyślnie działalność klubową. Ośrodek Żeglarski zajęli Niemcy, a budynek klubowy zamieniony na magazyn wojskowy ulegał stopniowemu niszczeniu.
Po zakończeniu działań wojennych w Poznaniu wiosną 1945 roku większość przedwojennych działaczy klubu wznowiła jego działalność pod nazwą Robotniczy Jacht Klub LM w strukturach odrodzonej Ligi Morskiej. Po wielu staraniach odzyskali część przedwojennej floty, która stopniowo była uzupełniana sprzętem przekazywanym przez Zarząd Główny LM. Odzyskiwany sprzęt był w większości uszkodzony, wymagał pilnych remontów, które wykonywano w warsztatach Zakładów Naprawczych Taboru Kolejowego. Remonty prowadzono także w samodzielnie wybudowanym hangarze, zbudowanym z części odzyskanych po rozbiórkach, który służył potem długie lata do remontów i przechowywania sprzętu.
Rozbudowy Ośrodka nie kontynuowano jednak zgodnie z przedwojennymi planami ze względu na brak środków. Był to trudny okres odbudowy kraju po zniszczeniach wojennych.
W klubie wznowiono prowadzenie szkoleń, których najpopularniejszą formą stały się obozy skoszarowane. W okresie wakacyjnym przeszkalano średnio 150 kursantów. Wielu wyszkolonych w Klubie żeglarzy trafiło przez Państwową Szkołę Jungów i Marynarkę Wojenną do służby na morzu. Takim przykładem jest droga życiowa kżw. Zbigniewa Frąszczaka.
W 1948 roku Klub dorobił się wreszcie upragnionego 30-metrowego pomostu żeglarskiego.

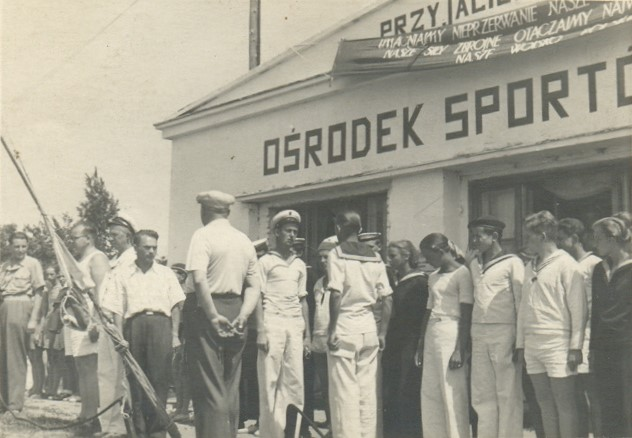
Dni Morza 1953 r.

Lata 50. zmieniły struktury podporządkowania organizacji sportowych. W 1953 roku zlikwidowano Ligę Morską poprzez włączenie jej do Ligi Przyjaciół Żołnierza. LPŻ organizowała dla swoich członków specjalistyczne, stacjonarne kursy, podnoszące ich kwalifikacje i uprawnienia żeglarskie, motorowodne, płetwonurkowe i instruktorskie. Szkolenia w PKM LPŻ zapewniały napływ wielu wykwalifikowanych specjalistów żeglarstwa. Wyszkoleni żeglarze, motorowodniacy byli kierowani do służby wojskowej w Marynarce Wojennej, a po jej zakończeniu wracali jako specjaliści do klubu. Duże zaangażowanie wyspecjalizowanych klubowiczów skutkowało nowymi, samodzielnie zbudowanymi jednostkami.
Oprócz floty żeglarskiej, przybywało łodzi motorowych: sportowych i turystycznych. W klubie powstała największa na Kiekrzu flota motorowa, w związku z czym utworzono sekcję motorowodną. Sekcja stała się później zalążkiem Poznańskiego Klubu Motorowodnego LOK.

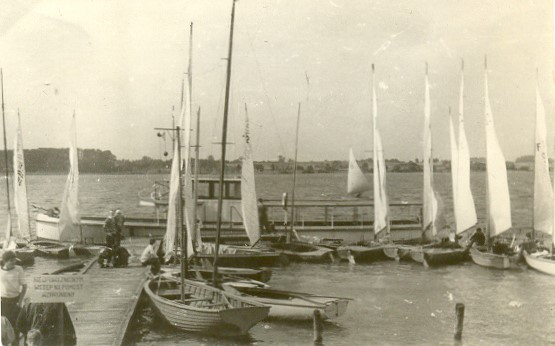
m/s Kościuszko przy pomoście klubowym 1959 r.

W 1952 r. z Charzykowa drogą lądową sprowadzono statek wycieczkowy m/s „Kościuszko” na 110 osób. W ten sposób PKM LPŻ jako jedyny w Wielkopolsce miał duży statek wycieczkowy.
Na Zjeździe Wojewódzkim LPŻ w kwietniu 1957 roku na wniosek wicekomandora PKM LPŻ Teofila Różańskiego postanowiono o budowie jachtu, który miał służyć młodzieży z całego województwa do organizacji pełnomorskich rejsów szkoleniowych. Po czteroletniej budowie w Szczecińskiej Stoczni Jachtowej LPŻ, 22 lipca 1962 roku ochszczono jacht s/y „Wielkopolska”.

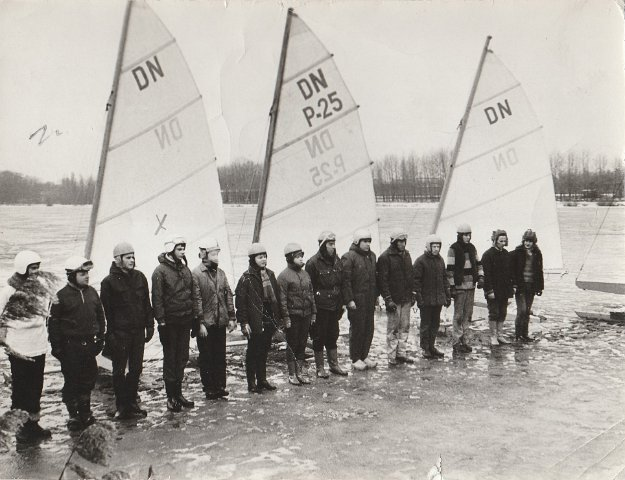
Pokazowe regaty na jeziorze maltańskim 1969 r.

Od lat 60. klub i jego członkowie odegrali znaczącą rolę w rozwoju polskiego żeglarstwa lodowego m.in. wprowadzając do kraju klasę DN.
Zimą 1965 r. podczas międzynarodowych regat na zalewie Zegrzyńskim zawodnik PKM LOK Romuald Rowecki nawiązał kontakt z holenderskim żeglarzem Wim van Acker, który w 1966 r. przesłał oficjalną dokumentację do Polski. Romuald sprowadził również dokumentację z Austrii i z pomocą Bolesława Knasieckiego opracowali rysunki i dokumentację techniczną w języku polskim. Żeglarze przy wsparciu Teofila Różańskiego przedstawili swój projekt Głównej Komisji Żeglarstwa Lodowego PZŻ, który dzięki poparciu Tymoteusza Duchowskiego i Stanisława Turketti uzyskał wsparcie PZŻ.
Następnie podjęto działania mające na celu popularyzację sportu bojerowego oraz klasy DN. W 1969 r. zorganizowano pokazowe regaty bojerowe na Jeziorze Maltańskim w Poznaniu.
W ostatnich latach byli organizatorem kilkudziesięciu imprez międzynarodowych i ogólnopolskich m.in.: 
- regat Pucharu Polski w klasie Optimist oraz Laser
- Akademickich Mistrzostw Wielkopolski
- Międzynarodowych Mistrzostw Polski i Pucharu Europy Wschodniej w klasie Słonka
- Otwartych bojerowych Mistrzostw Okręgu Wielkopolskiego w klasie DN i Ice-Opti
- Europa Cup – Mistrzostw Polski w radiojachtingu w klasie F5-M

oraz licznych regat rangi okręgowej.

## Baza i Przystań
Baza klubu znajduje się bezpośrednio nad jeziorem Kierskim, przy ulicy Nad Jeziorem z wjazdem od ul. Rekreacyjnej. Jej współrzędne geograficzne wynoszą 52°28′04″N 16°47′31″E.
Klub posiada przystań, na której znajduje się przyłącze elektryczne, miejsce na ognisko i scena. Wodowanie odbywa się za pomocą dwóch szerokich, betonowych slipów, a przystań jest przystosowana do cumowania zarówno przy pomoście, jak i kei. Obsługę nabrzeża wspomaga wyciągarka elektryczna.
W głównym budynku znajdują się pomieszczenia klubowe takie jak kapitanat, świetlica, kuchnia, toaleta, szatnie, sala konferencyjno-szkoleniowa i pracownia sekcji radiojachtingu. Przylega do niego hangar żeglarski, w którym znajdują się żaglownie sekcji regatowej i scena. Hangar górny jest domem sekcji turystycznej, windsurfingowej i bojerowej, znajduje się w nim pracownia szkutnicza, toaleta i garaż.
Na terenie klubu jest wydzielonych 25 miejsc parkingowych i duży asfaltowy plac przystosowany jako dodatkowe miejsce parkingowe. Reszta to teren zielony, na którym znajdują się przyczepy kempingowe i domki rekreacyjne.
Pod tym samym adresem w ramach Ośrodka Sportów Wodnych LOK działa Poznański Klub Płetwonurków LOK „Delfin”

## Komandorzy

### II Rzeczpospolita
- 1939 – 1939 – gen. brygady Franciszek Wład

### Polska Rzeczpospolita Ludowa
- 1945 – 1946 – komandora nie było – Zarząd Okręgu Ligi Morskiej
- 1946 – 1948 – A. Sitkowski – Starosta powiatowy
- 1949 – 1950 – J. Włodek – Poseł na sejm
- 1951 – 1960 – Łucjan Czarnecki
- 1960 – 1960 – Jerzy Silecki
- 1960 – 1964 – Łucjan Czarnecki
- 1965 – 1969 – Teofil Różański
- 1970 – 1971 – Zdzisław Czajka
- 1972 – 1978 – Rajmund Jakób
- 1979 – 1980 – Kazimierz Kostrzewski
- 1980 – 1985 – Zbigniew Ornaf
- 1986 – 1987 – Romuald Albrecht
- 1987 – 1988 – Jerzy Marcinowski

### III Rzeczpospolita
- 1988 – 2005 – Zbigniew Ornaf
- 2005 – 2010 – Adam Szyburski
- 2011 – 2015 – Jarosław Klimczyk
- 2015 – 2019 – Adam Marcinkowski
- od 2019 – Ewa Krzywiak[5]

## Działalność

### Sekcja regatowa
W ramach sekcji regatowej klub prowadzi szkolenie żeglarstwa sportowego dzieci i młodzieży.
Sportowa flota PKM LOK składa się między innymi z łodzi Optimist, Laser, Europa, OKD, Słonka, Cadet, a klubowicze biorą udział w regatach okręgowych, ogólnokrajowych i międzynarodowych.

### Sekcja turystyczna
Poza działalnością sportową klub prowadzi działalność rekreacyjną i popularyzującą żeglarstwo. Sekcja posiada jachty klasy Omega i Orion oraz inne konstrukcje kabinowe. Ponadto członkowie dysponują unikatowym jachtem przystosowanym do bezpiecznej żeglugi przez dzieci, osoby starsze czy osoby z niepełnosprawnościami. W tradycji klubu zakorzenione są szkolenia żeglarskie, każdego roku są organizowane kursy i egzaminy na patent żeglarza jachtowego, a w okresie letnim wakacyjne kursy żeglarskie dla dzieci i młodzieży.

### Sekcja morska
Członkowie Poznańskiego Klubu Morskiego swoją działalność w uprawianiu żeglarstwa morskiego realizują:
- armatorzy - w oparciu o posiadane prywatne łodzie żaglowe uprawnione do żeglugi morskiej, są to Panowie Adam Szyburski i Leszek Słodecki. Organizują oni i prowadzą rejsy morskie rodzinne i z kolegami klubowymi. W okresach nawigacyjnych lat 2006 do 2010 Leszek Słodecki zorganizował 20 rejsów morskich na akwenie zachodniego i południowego Bałtyku w których uczestniczyło 91 żeglarzy pokonując w sumie około 4200 Mm. W rejsach tych odwiedzano porty Niemiec, Danii i Szwecji.
- czarterujący - jachty na akwenach morskich Chorwacji i Grecji. Rejsy te organizował Pan Ryszard Albrecht. W okresie sprawozdawczym zorganizował 3 rejsy. Dwa w Grecji i jeden Chorwacji w uczestniczyło 10 żeglarzy z klubu.
- organizację i prowadzenie - rejsów po Bałtyku, Morzu Północnym, Morzu Śródziemnym. Rejsy te organizował Pan Zbigniew Ornaf. W okresie sprawozdawczym w 28 organizowanych rejsach pokonano 15 000 Mm. Do najciekawszych należało by zaliczyć rejsy do Skagen, Oslo, na wyspę Helgoland i Aberdeen w Szkocji.
- prowadzenie i udział Zbigniewa Ornafa rejsów na żaglowcach:
  - flagowym ZHP "Zawisza Czarny" do portów Litwy, Szwecji i Danii
  - "Oceania" naukowo-badawczym PAN po morzu Bałtyckim, Północnym i oceanie Arktycznym oraz archipelagu Svalbard (Spitzbergen) i wyspy Niedźwiedziej. Z ciekawszych dokonań tych rejsów to zwijanie do najdalej na północ położonego osiedla na ziemi Ny-Ålesund oraz dopłynięcie do punktu o współrzędnych: szer. Geogr. 80°00'2" N, dł. geogr. 8°49'8" E.
- do ciekawszych rejsów należy zaliczyć udział Adama Szyburskiego z synem w pływaniach w czasie wprawie nurkowej na wodach Egiptu.

### Szkutnictwo
Poznański Klub Morski posiada obszerny warsztat szkutniczy, a klubowicze mogą się pochwalić wieloma zbudowanymi, odbudowanymi czy wyremontowanymi jednostkami. Razem zbudowano 35 kompletów nowych jachtów żaglowych różnych typów. Najwięcej zbudował ich Lech Słodecki - 10 oraz śp. Romuald Woźniak - 6. Oto udokumentowane budowle członków:
| Rok  | Nazwa      | Typ                      | Długość | Pow. żagli | Typ budowli                     | Szkutnik                                            |
| ---- | ---------- | ------------------------ | ------- | ---------- | ------------------------------- | --------------------------------------------------- |
| 1931 | Włóczęga   | Weiland L8               | 6 m     | 14 m²      | skośnodenna                     | Ł. Czarnecki i St. Fincel                           |
| 1931 | Rivera     | Weiland L8               | 6 m     | 14 m²      | skośnodenna                     | Ł. Czarnecki i Cz. Dworek                           |
| 1934 | Czaplinko  | Weiland L8               | 6 m     | 14 m²      | skośnodenna                     | Ł. Czarnecki, Cz. Dworek, J. Kowalski, B. Jankowski |
| 1937 | Bałtyk     | kabinowa                 | 7 m     | 20 m²      | skośnodenna                     | J. Kowalski, B. Jankowski, H. Wilczyński            |
| 1938 | Orkan      | Weiland L8               | 6 m     | 14 m²      | skośnodenna                     | B. Jankowski                                        |
| 1948 | Szkwał     |                          | 5,5 m   | 12 m²      | zakładkowa                      | Cz. Dworek                                          |
| 1950 | Proa       | projekt własny           |         | 10 m²      |                                 | L. Słodecki                                         |
| 1954 |            |                          | 6 m     | 7 m²       | sklejkowa                       | A. Krzywiak                                         |
| 1954 | Kaktus     |                          | 6 m     | 10 m²      | sklejkowa                       | R. Rowecki                                          |
| 1954 |            | Słonka                   | 4,72 m  | 10 m²      | skośnodenna                     | Cz. Dworek                                          |
| 1954 |            | Słonka                   | 4,72 m  | 10 m²      | skośnodenna                     | Cz. Dworek                                          |
| 1956 | Zjawa      | projekt własny           | 4,8 m   | 10 m²      | skośnodenna                     | L. Słodecki                                         |
| 1959 |            | katamaran                | 5 m     | 14 m²      | skośnodenna, sklejkowa          | R. Albrecht i L. Żeberski                           |
| 1960 | Kubary     | Omega (zmodyfikowana)    | 6,5 m   | 16 m²      | okrągłodenna, poszycie słomkowe | R. Rowecki i A. Groński                             |
| 1960 |            | BM                       | 4,8 m   | 12 m²      | okrągłodenna                    | A. Dzwikowski i R. Wesołowski                       |
| 1962 | Punt       |                          | 4 m     | 8 m²       | sklejkowa                       | R. Woźniak                                          |
| 1963 | Bachus     | Pirat                    | 5,2 m   | 11 m²      | skośnodenna, sklejkowa          | R. Woźniak                                          |
| 1964 | Tomaga     | kabinowa                 | 6,6 m   | 12 m²      | okrągłodenna, diagonalna        | L. Słodecki                                         |
| 1964 |            | BM                       | 4,8 m   | 12 m²      | okrągłodenna, poszycie słomkowe | R. Woźniak                                          |
| 1969 |            | kabinowa, projekt własny | 4,8 m   | 10 m²      | sklejkowa                       | Z. Biedny                                           |
| 1970 |            | Enterpris                | 4,9 m   | 10 m²      | sklejkowa                       | R. Jakub                                            |
| 1973 |            | Pirat (zmodyfikowany)    | 5,2 m   | 10 m²      | sklejkowa                       | L. Szymański                                        |
| 1976 | Kondor     | Mak 707                  | 7,07 m  | 23 m²      | sklejkowa                       | R. Woźniak                                          |
| 1978 | Itd.       | Mak 707                  | 7,07 m  | 23 m²      | poszycie laminatowo-sklejkowe   | W. Konieczny                                        |
| 1978 | Wiktor     | kabinowa, projekt własny | 6,65 m  | 18 m²      | sklejkowa                       | Z. Biedny                                           |
| 1978 | Wanda      | bączek                   |         | 8 m²       | laminatowa                      | L. Słodecki                                         |
| 1979 | Gryf       | Wigry (zmodyfikowne)     | 7,3 m   | 23 m²      | poszycie sklejkowe              | W. Kostrzewski                                      |
| 1980 | Mogambo    | kabinowa                 | 5,5 m   | 14 m²      | sklejkowa                       | L. Słodecki i P. Michalak                           |
| 1980 |            | Wigry                    | 6,6     | 18 m²      | sklejkowa                       | W. Kostrzewski                                      |
| 1980 |            | Pirat                    | 5,2 m   | 11 m²      | sklejkowa                       | A. Krzywiak                                         |
| 1981 | Kondor II  | Mak 707                  | 7,07 m  | 23 m²      | laminatowa                      | R. Woźniak                                          |
| 1984 | Tomaga II  | projekt własny           | 9,1 m   | 35 m²      | stalowa, spawana                | L. Słodecki                                         |
| 1992 | Rufus      | Micro                    | 5,5 m   | 12 m²      | sklejkowa                       | L. Słodecki                                         |
| 1998 | Rufus II   | Micro                    | 5,5 m   | 12 m²      | laminatowa                      | T. Słodecki                                         |
| 1999 | Maria      | Foka                     | 5,5 m   | 12 m²      | laminatowa                      | W.Woźniak                                           |
| 2002 | Tomaga III | projekt własny           | 10 m    | 60 m²      | laminatowa                      | L. Słodecki                                         |
| 2014 |            | ketboat                  |         | 10 m²      | laminatowa                      | L. Słodecki                                         |